# Zoubeïda Bittari
Zoubeïda Bittari, nom de plume de Louise Ali-Rachedi, née en 1939, est une écrivaine algérienne ayant écrit O mes sœurs musulmanes, pleurez !, publié en 1964 à Paris aux éditions Gallimard. Ce livre, bien que se présentant comme un roman, est en grande partie autobiographique. Critique vis-à-vis des traditions musulmanes, l’ouvrage a alimenté une réflexion et des controverses sur la situation de la femme musulmane.

## Biographie
Zouebeïda Bittari est née en Algérie. Elle fréquente une école française. À l'âge de douze ans, ses parents la retirent de l'école pour la marier, une pratique de mariage précoce assez courante à l’époque. À treize ans, elle a un enfant, mais elle est répudiée et l'enfant est gardé par la belle-famille . Elle est recueillie par une famille française, puis s’installe en France en 1961.
Quelques années plus tard, en 1964, elle publie le livre : O mes sœurs musulmanes pleurez!. Elle a vingt-cinq ans. Ce parcours initial marqué par une adolescence meurtrie, un mariage précoce et une répudiation se retrouvent dans son récit,. L’héroïne du livre exprime les difficultés avec sa famille au moment de la puberté, le mariage arrangé et sans amour, les brutalités, la polygamie de son époux, l’enfermement sans son enfant, puis la possibilité de s’extraire de ce contexte, et sa  soif de vivre,.
Cette expression littéraire féminine, avec ce titre qui s’en prend à la situation des femmes au sein de la société musulmane, est rédigée pendant la Guerre d'Algérie, et est publiée juste après l’indépendance, mais ce contexte social et politique n’est pas mentionné,.

## Publication
- O mes sœurs musulmanes, pleurez !, première publication en 1964, préface de Miriam Cendrars, éditions Gallimard.